# Magyarország prágai nagykövetsége
Magyarország prágai nagykövetsége (csehül Velvyslanectví Maďarska v Praze) Magyarország és Csehország kapcsolatainak egyik kiemelt intézménye. 2019-ben Prága 6. kerületében Střešovice városrészben a Pod Hradbami 658/17 alatt található, nagykövetünk Boros Miklós. Az intézmény - különböző szinteken - kezdetben képviseletként, majd követségként, később a náci megszállás ideje alatt főkonzulátusként, majd ismét követségként és nagykövetségként Csehszlovákia, ezt követően Csehország diplomáciai kapcsolatainak intézményeként működött.

## Története
Az első világháborút követő zaklatott helyzetben Magyarország és a kisantant-tag Csehszlovákia ellenséges viszonyban voltak. Ennek ellenére a Károlyi Mihály-kormány már 1918 novemberében megbízta Supka Gézát, hogy képviselje Prágában a magyar érdekeket (ugyanebben az időben Magyarországon Milan Hodža állt a csehszlovák képviselet élén). Magyar képviselet tehát már működött ebben az időben, egy a hír szerint a "prágai követség önfenntartó volt", és Supka személyében az országot képviselő diplomata is adott volt, de ez még nem volt követség (még ha az önfenntartásról szóló hírben akként is nevezték), csak politikai képviselet. 1921-ben (a Külügyi Közlöny október 1-jei számában közzétéve) Prágai Magyar Királyi Követség lett a képviseletből, rövid ideig Tahy László lett a követ, akit azonban hamar - 1922 márciusában - Matuska Péter - későbbi varsói követünk - váltott, I. titkári rangban. Első követségünk a Pavla Svaudy 4. szám alatt működött Prága Smíchov negyedében.

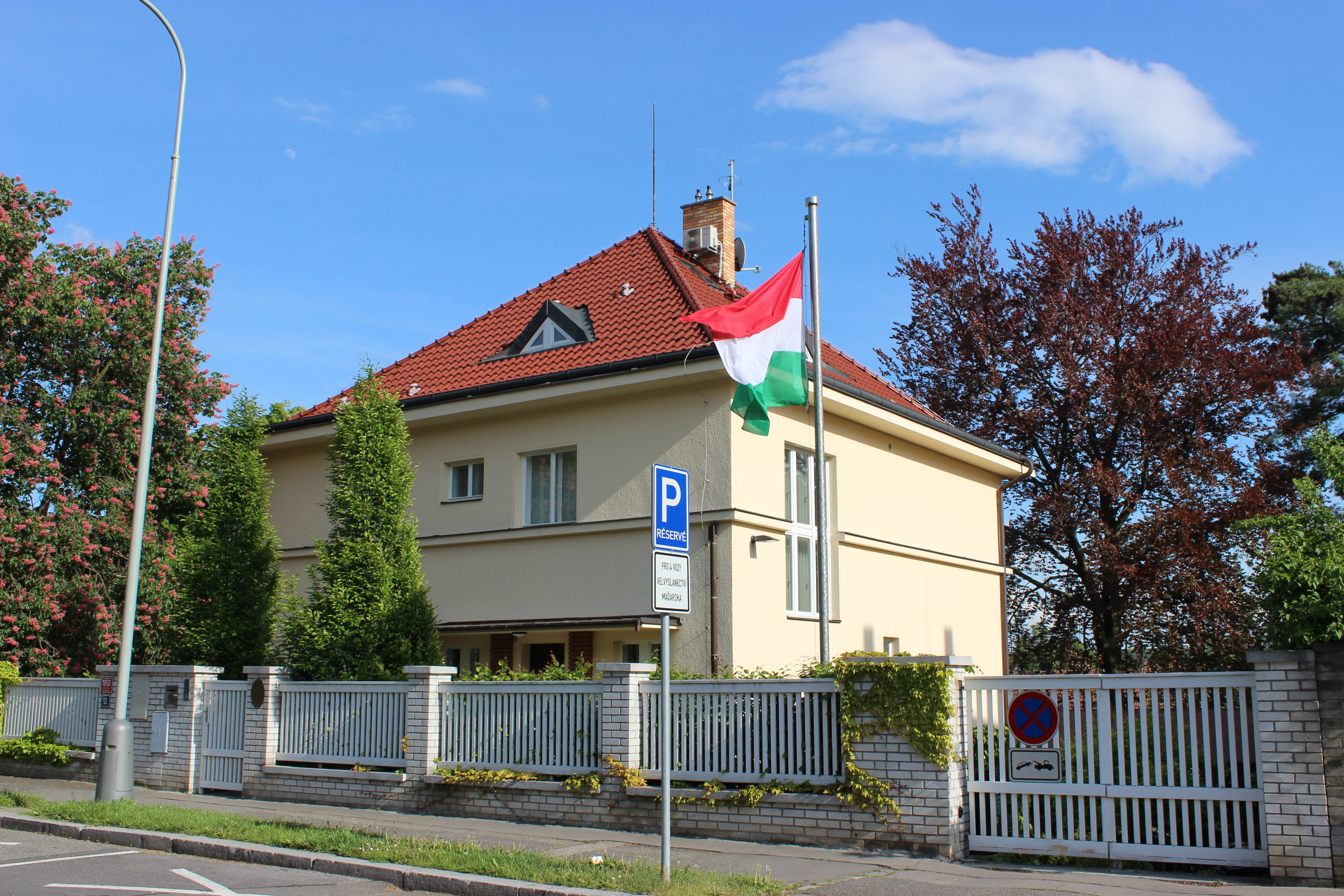
A nagykövetség rezidenciája a Sušická utcán, Prága 6 kerület Hanspaulka részében

1939-ben Csehszlovákia erőszakos szétszakítása, a Cseh–Morva Protektorátus megalakulása miatt a prágai nagykövetség április 1-jén átalakult főkonzulátussá, a német megszállás következtében pedig a Jozef Tiso-féle bábállam fővárosában, Pozsonyban a korábbi konzulátus augusztus 16-án követséggé alakult.
A második világháborút követően, 1945 augusztusában Csehszlovákia - mint szomszédos állam - is benne volt abban a nyolc relációban, mely irányokba az Ideiglenes Nemzeti Kormány nagykövetséget akart nyitni. Kezdetben -'45 augusztusától - Rosty-Forgách Ferenc személyében meghatalmazott működött Prágában, a diplomáciai kapcsolatok megteremtéséről azonban csak 1947-től beszélhetünk, mely év szeptember 17-én nyílt meg akkor még csak követségi rangban a külképviselet, melynek első vezetője Bolgár Elek lett. 1954. január 18-án a képviseletet nagykövetségi rangra emelték, az ott szolgálatot teljesítő Horváth Imre követ (későbbi külügyminiszter) április 7-én megkapta nagyköveti megbízását.
A következő változásra a rendszerváltást követően, Csehszlovákia szétbomlása és az 1993. január 1-jével megalakuló Cseh Köztársaság kapcsán került sor: a pozsonyi főkonzulátust nagykövetségi rangra emelték, a prágai nagykövetség pedig a korábbi Csehszlovákia helyett csehországi diplomáciai képviseletünk lett. Ebben az időszakban - 1990. október 17-től 1996. január 9-ig - nagykövetünk az a Varga György irodalmár, műfordító volt, akinek számos Hrabal könyv magyarra fordítását is köszönhetjük.
| képviselet rangja           | ország                   | kezdet               |
| --------------------------- | ------------------------ | -------------------- |
| külképviseleti hatóság      | Cseh–Szlovák Köztársaság | 1918. november       |
| magyar királyi követség     | Csehszlovákia            | 1921. október 1.     |
| magyar királyi főkonzulátus | Cseh–Morva Protektorátus | 1939. április 1.     |
| képviselet                  | Csehszlovákia            | n/a                  |
| követség                    | Csehszlovákia            | 1947. szeptember 17. |
| nagykövetség                | Csehszlovákia            | 1954. január 18.     |
| nagykövetség                | Csehország               | 1993. január 1.      |